# Forcipomyia mollipes
Forcipomyia mollipes är en tvåvingeart som först beskrevs av John William Scott Macfie 1932.  Forcipomyia mollipes ingår i släktet Forcipomyia och familjen svidknott.
Artens utbredningsområde är Liberia. Inga underarter finns listade i Catalogue of Life.